# NGC 2169
NGC 2169 é um aglomerado estelar aberto na constelação de Orion.